# Eat to the Beat
Eat to the Beat -En español: Come al ritmo- es el cuarto álbum de estudio del grupo estadounidense de new wave Blondie, lanzado en septiembre de 1979 por Chrysalis. Contiene los populares sencillos "Dreaming" y "Atomic", siendo este último sencillo N° 1 en el Reino Unido.
Fue certificado Disco de Platino en su país por ventas de más de un millón de copias. A pesar de que solo alcanzó el puesto N° 17 en Estados Unidos, pasó más de un año entre los más vendidos y ubicó el N° 8 entre los más vendidos de 1980. También alcanzó el N° 1 en el Reino Unido en la  lista de álbumes en octubre de 1979 y fue certificado como platino por la BPI.

## Producción y contenido
Eat to the Beat es un álbum principalmente pop, con incursiones en rock, reggae, disco, new wave, punk y funk. Como su antecesor (el aclamado Parallel Lines), fue producido por el australiano Mike Chapman. Sobre la grabación, Chapman señala en las notas a la reedición de 2001 que "querían probar de todo. Y yo estaba ahí mismo con ellos [...] La música era buena pero el grupo estaba mostrando signos de deterioro. Las reuniones, las drogas, las fiestas y las discusiones nos habían dado una paliza a todos". Comenta además que el título fue decidido en una etapa muy temprana del proceso pero que Harry nunca se lo explicó. En retrospectiva, lo asocia a lo vibrante y exacerbado de los sonidos, olores y sabores que rodearon su realización y resultado.
Además del álbum sonoro, Blondie grabó videoclips para las 12 canciones bajo la dirección de David Mallet. Fue el primer proyecto del estilo dentro de la música rock. Primero fue publicado como un VHS promocional y comercialmente en 1980. Obtuvo una nominación al Grammy por Video del año en 1982.

## Sencillos
Cuatro sencillos fueron extraídos de Eat to the Beat, dos de los cuales fueron internacionales y otros dos solo en algunos territorios. El primero de ellos fue "Dreaming", que llegó al N° 2 en Reino Unido (Disco de Plata) y al N° 27 en Estados Unidos. Según Stein, está inspirada en "Dancing Queen" de ABBA. Esta canción se convirtió en una de las más famosas de la banda, presente en casi todos sus recitales desde entonces y fue ampliamente aclamada por los críticos musicales.
El segundo single fue diferenciado según el territorio: "Union City Blue" a nivel internacional y "The Hardest Part" en Norteamérica. "Union City Blue" llegó al N° 13 en Reino Unido y es aclamada como una de las mejores canciones de Blondie por su estilo épico, la potencia musical y el carácter evocativo de la letra y la interpretación de Harry. En 1995 fue relanzada con remixes de Diddy y otros DJs de moda del momento y llegó al N° 31 en Reino Unido y al N° 30 en venta de singles dance de Estados Unidos. "The Hardest Part", una canción funk-rock sobre un asalto a un camión blindado, llegó al N° 86 en Estados Unidos.
El último single internacional fue "Atomic". Entre este y el anterior, Blondie lanzó "Call Me", que se convirtió en la canción más exitosa de 1980 y el mayor hit de la banda. En territorios como Estados Unidos, su repercusión perjudicó a sus otros singles. "Atomic" es una canción rock disco con tintes psicodélicos. Fue un enorme éxito en Reino Unido (N° 1, Disco de Oro) y otros países, pero no tanto en Estados Unidos (N° 39). Fue relanzada en 1994 y luego en 1998 con nuevos remixes, llegando al N° 19 en Reino Unido y al N° 1 de las listas dance de Estados Unidos. En 1998 un remix de Xenomania fue la canción oficial de Coca Cola para el Mundial de Futbol de Francia.

## Lista de canciones
| Eat to the Beat (LP y cassette - lado A) |                          |                           |          |  |
| N.º                                      | Título                   | Escritor(es)              | Duración |  |
| 1.                                       | «Dreaming»               | Debbie Harry, Chris Stein | 3:08     |  |
| 2.                                       | «The Hardest Part»       | Harry, Stein              | 3:43     |  |
| 3.                                       | «Union City Blue»        | Harry, Nigel Harrison     | 3:22     |  |
| 4.                                       | «Shayla»                 | Stein                     | 3:58     |  |
| 5.                                       | «Eat to the Beat»        | Harry, Harrison           | 2:40     |  |
| 6.                                       | «Accidents Never Happen» | Jimmy Destri              | 4:15     |  |
| 21:06                                    |                          |                           |          |  |

| Eat to the Beat (LP y cassette - lado B) |                            |                      |          |  |
| N.º                                      | Título                     | Escritor(es)         | Duración |  |
| 1.                                       | «Die Young, Stay Pretty»   | Harry, Stein         | 3:34     |  |
| 2.                                       | «Slow Motion»              | Laura Davis, Destri  | 3:29     |  |
| 3.                                       | «Atomic»                   | Harry, Destri        | 4:40     |  |
| 4.                                       | «Sound-A-Sleep»            | Harry, Stein         | 4:18     |  |
| 5.                                       | «Victor»                   | Harry, Frank Infante | 3:19     |  |
| 6.                                       | «Living in the Real World» | Destri               | 2:54     |  |
| 22:14                                    |                            |                      |          |  |

| Eat to the Beat (CD - reedición 1994) |                            |                           |          |  |
| N.º                                   | Título                     | Escritor(es)              | Duración |  |
| 1.                                    | «Dreaming»                 | Debbie Harry, Chris Stein | 3:08     |  |
| 2.                                    | «The Hardest Part»         | Harry, Stein              | 3:43     |  |
| 3.                                    | «Union City Blue»          | Harry, Nigel Harrison     | 3:22     |  |
| 4.                                    | «Shayla»                   | Stein                     | 3:58     |  |
| 5.                                    | «Eat to the Beat»          | Harry, Harrison           | 2:40     |  |
| 6.                                    | «Accidents Never Happen»   | Jimmy Destri              | 4:15     |  |
| 7.                                    | «Die Young, Stay Pretty»   | Harry, Stein              | 3:34     |  |
| 8.                                    | «Slow Motion»              | Laura Davis, Destri       | 3:29     |  |
| 9.                                    | «Atomic»                   | Harry, Destri             | 4:40     |  |
| 10.                                   | «Sound-A-Sleep»            | Harry, Stein              | 4:18     |  |
| 11.                                   | «Victor»                   | Harry, Frank Infante      | 3:19     |  |
| 12.                                   | «Living in the Real World» | Destri                    | 2:54     |  |
| 43:20                                 |                            |                           |          |  |

| Eat to the Beat (CD - bonus tracks a la reedición de 2001) | |                                             |          |  |
| N.º                                                        | Título                                                                                                  | Escritor(es)                                | Duración |  |
| 13.                                                        | «Die Young, Stay Pretty» (En vivo en BBC New Year's Eve '79, Apollo Theatre, Glasgow, Escocia)          | Harry, Stein                                | 3:27     |  |
| 14.                                                        | «Seven Rooms of Gloom» (En vivo en BBC New Year's Eve '79, Apollo Theatre, Glasgow, Escocia)            | Lamont Dozier, Brian Holland, Eddie Holland | 2:48     |  |
| 15.                                                        | «Heroes» (En vivo el 12 de enero de 1980 en Hammersmith Odeon, Londres, Inglaterra; b-side de "Atomic") | David Bowie. Brian Eno                      | 6:19     |  |
| 16.                                                        | «Ring of Fire» (En vivo en la película Roadie)                                                          | June Carter Cash, Merle Kilgore             | 3:30     |  |
| 59:26                                                      | |                                             |          |  |

| Eat to the Beat (video album) |                                                                    |                 |          |  |
| N.º                           | Título                                                             | Director        | Duración |  |
| 1.                            | «Eat to the Beat»                                                  | David Mallet    | 2:40     |  |
| 2.                            | «The Hardest Part»                                                 | Mallet          | 3:43     |  |
| 3.                            | «Union City Blue»                                                  | Mallet          | 3:22     |  |
| 4.                            | «Slow Motion»                                                      | Mallet          | 3:29     |  |
| 5.                            | «Shayla»                                                           | Mallet          | 3:58     |  |
| 6.                            | «Die Young, Stay Pretty»                                           | Mallet          | 3:34     |  |
| 7.                            | «Accidents Never Happen»                                           | Mallet          | 4:15     |  |
| 8.                            | «Atomic»                                                           | Mallet          | 4:40     |  |
| 9.                            | «Living in the Real World»                                         | Mallet          | 2:54     |  |
| 10.                           | «Sound-A-Sleep»                                                    | Mallet          | 4:18     |  |
| 11.                           | «Victor»                                                           | Mallet          | 3:19     |  |
| 12.                           | «Dreaming»                                                         | Mallet          | 3:08     |  |
| 13.                           | «Heart of Glass» (Bonus en Videodisc)                              | Stanley Dorfman |          |  |
| 14.                           | «Picture This» (Bonus en Videodisc)                                | Keef            |          |  |
| 15.                           | «(I'm Always Touched by) Your Presence, Dear» (Bonus en Videodisc) | Keef            |          |  |
| 16.                           | «Hanging on the Telephone» (Bonus en Videodisc)                    | Mallet          |          |  |

## Posicionamiento en lista
| Lista (1979–80)          | Posiciones |
| ------------------------ | ---------- |
| Australian Albums Chart  | 9          |
| Austrian Albums Chart    | 19         |
| Canadian Albums Chart    | 6          |
| Dutch Albums Chart       | 16         |
| German Albums Chart      | 23         |
| New Zealand Albums Chart | 3          |
| Norwergian Albums Chart  | 6          |
| Swedish Albums Chart     | 2          |
| UK Albums Chart          | 1          |
| US Top LPs               | 17         |